# Diplacanthopoma
Diplacanthopoma is een geslacht van straalvinnige vissen uit de familie van naaldvissen (Bythitidae). Het geslacht is voor het eerst wetenschappelijk beschreven in 1887 door Günther.

## Soorten
- Diplacanthopoma alcockii Goode & Bean, 1896
- Diplacanthopoma brachysoma Günther, 1887
- Diplacanthopoma brunnea Smith & Radcliffe, 1913
- Diplacanthopoma japonicus (Steindachner & Döderlein, 1887)
- Diplacanthopoma jordani Garman, 1899
- Diplacanthopoma kreffti Cohen & Nielsen, 2002
- Diplacanthopoma nigripinnis Gilchrist & von Bonde, 1924
- Diplacanthopoma raniceps Alcock, 1898
- Diplacanthopoma riversandersoni Alcock, 1895